# Vínbúðin

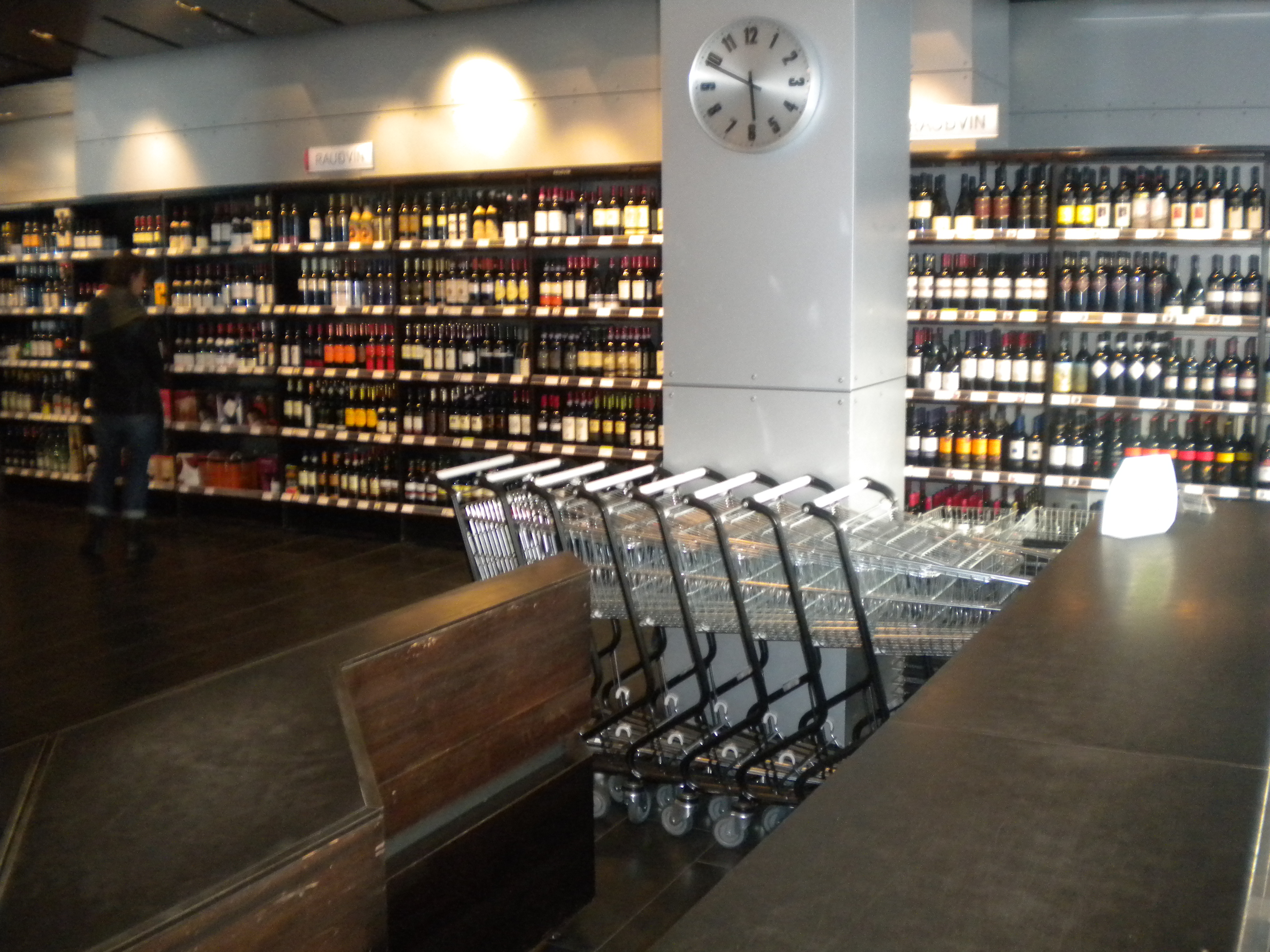
Interiör från butik i Reykjavik.

Vínbúðin (vinboden eller vinaffären) är den enda affärskedjan som får sälja starkare alkoholdrycker på Island. Vínbúðins ägare är statliga ÁTVR. Vínbúðin kallas oftast för ríkið, riket. 
Alkohol var helt förbjudet på Island 1915-1921. Vin började säljas 1921 av den nya kedjan Vínbuðin efter ekonomiska sanktioner från Spanien som inte köpte fisk om de inte fick sälja vin. Efter en folkomröstning 1935 började sprit säljas (kallad "Brennivín", i en flaska med svart etikett med en dödskalle på). Starköl tilläts 1989 (i ett antal år hade dock pubar sålt lättöl spetsad med sprit, vilket var lagligt).